# L'uomo, l'orgoglio, la vendetta
L'uomo, l'orgoglio, la vendetta è un film del 1967, diretto da Luigi Bazzoni.

## Trama
Un giovane sottufficiale dei gendarmi spagnoli, don José, perde la testa per la bella Carmen e la lascia fuggire venendo perciò degradato. I due poi si ritrovano e diventano amanti, ma don José uccide per gelosia un capitano, suo rivale in amore, e fugge quindi sui monti unendosi a una banda di briganti capeggiati dal brutale e tirannico Miguel Garcia, marito della fedifraga Carmen. Ucciso in duello quest'ultimo, il giovane vorrebbe emigrare in America con la volubile innamorata, che però lo tradisce di nuovo con un torero.